# Van Suchtelen
De familie Van Suchtelen is een geslacht waarvan leden sinds 1816 tot de Nederlandse adel behoren.

## Vroegste geschiedenis
In de eerste generaties leverde het geslacht vele leden van de raad, schepenen, burgemeesters of lid van de gezworen gemeente van Deventer. De geregelde stamreeks begint met Gerrit ter Stiege, vermeld op 23 mei 1553. Zijn zoon Arent ter Stiege van Suchtelen werd in 1581 burger van Deventer. Diens zoon mr. Gerhard van Suchtelen (1554-1636) was tussen 1596 en 1634 verschillende keren raad en schepen van Deventer. Abraham (1600-1661), zoon van de laatste, diende Deventer tussen 1630 en 1653. Diens zoon Arent (1638-1722) tussen 1675-1702 en zijn zoon mr. Arnold (1658-1705) tussen 1679 en 1702.

### Enkele telgen
- Gerrit ter Stiege, vermeld 1553
  - Arent ter Stiege van Suchtelen (overleden voor 14 augustus 1593), burger van Deventer
    - mr. Gerhard van Suchtelen (1554-1636), tussen 1596-1634 verschillende keren raad en schepen van Deventer
      - Abraham van Suchtelen (1600-1661), tussen 1630-1653 bestuurder in Deventer
        - Arent van Suchtelen (1638-1722), tussen 1675-1702 bestuurder in Deventer
          - mr. Arnold van Suchtelen (1658-1705), tussen 1679-1702 bestuurder in Deventer
            - Arnold van Suchtelen, heer van de Haare 1748-1757 (1698-1768), zie hierna
            - Willem Harmen van Suchtelen (1700-1766), zie hierna

        - Gerrit van Suchtelen (1640-1722), bestuurder in Deventer 1666-1702
          - Gerrit van Suchtelen (1675-), ritmeester
            - mr. Cornelis van Suchtelen (1712-1768), majoor ingenieur
              - Jan Pieter van Suchtelen (1751-1836), stamvader van de Russische tak, zie hierna

## Van Suchtelen (van de Haare)

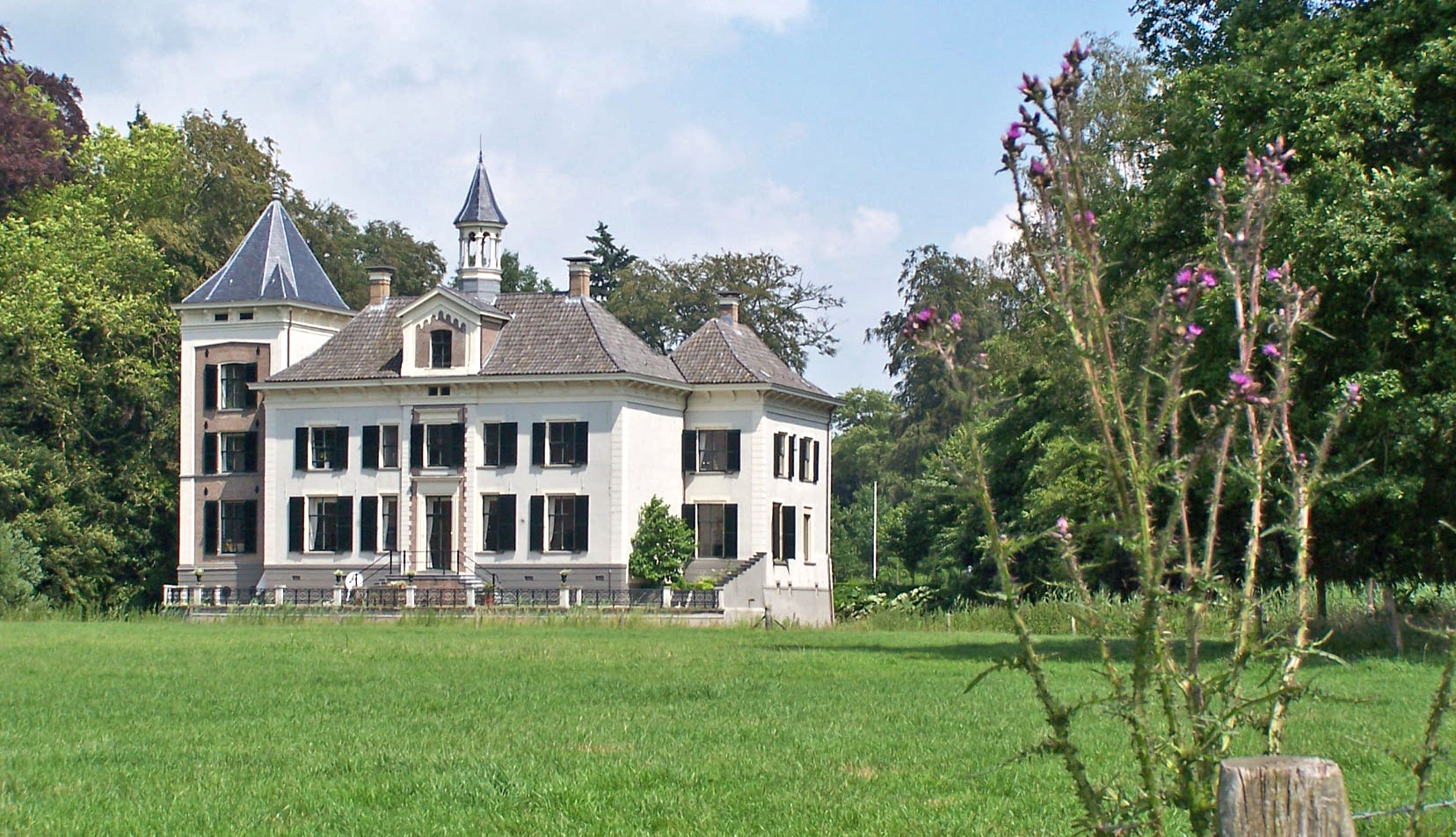
De Haere

Arnolds zoon Arnold jr (1698-1768) kocht in 1748 de haveate de Haere in Olst en werd de stamvader van de uitgebreide tak Van Suchtelen van de Haare. Hij was bestuurder van Deventer tussen 1733 en 1756. Zijn zoon Jan van Suchtelen 1733-1803) werd in 1767 heer van de Haare en was bestuurder van Deventer tussen 1772 en 1781; hij was de eerste militair in de familie en wel tweede-luitenant van de Hollandse gardes te voet (1767). Hij werd tevens gecommitteerde van de West-Indische Compagnie, kamer Amsterdam (1777-1780), en gedeputeerde in de Staten van Overijssel (tussen 1786-1795). Een zoon van de laatste, jhr. Arnold J.B., heer van de Haare 1814- (1770-1849) werd adjunct-maire en later burgemeester van Deventer, vanaf 1814 lid van de Staten-Generaal; vanaf 1832 was hij bovendien staatsraad in bijzondere dienst. Hij was de eerste van zijn geslacht die in de Nederlandse adel werd verheven, in 1816; andere familieleden werden pas verheven tussen 1901 en 1913. In zijn nageslacht komen heel wat militairen voor.

### Familierelaties Van Suchtelen (van de Haare)
- Arnold van Suchtelen (1698-1768), heer van de Haare 1748-1757, bestuurder van Deventer 1733-1756
  - Jan van Suchtelen (1733-1803), heer van de Haare 1767-, bestuurder van Deventer 1772-1781
    - jhr. Arnold Jan Bernard van Suchtelen (1770-1849), heer van de Haare 1814-, burgemeester van Deventer 1816-1829
      - jhr. Jan Joost van Suchtelen van de Haare (1797-1832), officier infanterie 1814-, laatstelijk kapitein 1829-1846
        - jhr. Constan Leopold Balthasar Willem van Suchtelen van de Haare (1855-1941), adjudant-officier, laatstelijk burgemeester van Stad- en Ambt Vollenhove (1914-1924)
          - jhr. Adrianus Jacobus Constan van Suchtelen van de Haare (1882-1955), fourier infanterie
          - jhr. Constan Leopold Balthasar Willem van Suchtelen van de Haare (1886-1956), officier infanterie 1911-; laatstelijk reserve-luitenant-kolonel (1938-1951)
          - jhr. Gerhard Herman Frederic van Suchtelen van de Haare (1888-1924), adjudant-onderofficier-schrijver infanterie Oost-Indisch leger

      - jhr. Anthoon Hendrik Pieter Carel van Suchtelen van de Haare (1799-1887), cadet 1814-, laatstelijk burgemeester van Olst

### In dienst van Oranje
Jhr. Anthoon Hendrik Pieter Carel van Suchtelen van de Haare (1799-1887), officier, burgemeester van Olst, was vanaf 1832 kamerheer i.b.d. van de koningen Willem I, II en III. Ook zijn nageslacht diende als burgemeester en was in dienst van het huis van Oranje.

### Nageslacht van jhr. A.H.P.C. van Suchtelen van de Haare (1799-1887)
- jhr. Anthoon Hendrik Pieter Carel van Suchtelen van de Haare (1799-1887)
  - jhr. Gerhard van Suchtelen van de Haare (1825-1912), burgemeester van Heusden 1861-1880 en van Olst 1880-1909; trouwde in 1865 met Suzanna Maria Jacoba Verhagen (1843-1905), lid van de familie Verhagen
    - jhr. Otto van Suchtelen van de Haare (1867-1934), burgemeester van Giethoorn 1894-1900, van Hasselt (Overijssel) 1900-1910
    - jhr. Anthon Hendrik Peter Karel van Suchtelen van de Haare (1869-1946), burgemeester van Urk 1898-1909 en Sloten 1909-1921

  - jkvr. Maria Sara van Suchtelen van de Haare (1829-1913), hofdame van prinses Frederik (Louise van Pruisen) 1864-1871
  - jhr. Reinier van Suchtelen van de Haare (1833-1909), burgemeester van Bussum 1883-1909
  - jhr. Arnold Johan Bernhard van Suchtelen van de Haare (1831-1875), page van koning Willem III, officier infanterie 1852-
    - jhr. Anthon Hendrik Pieter Carel van Suchtelen van de Haare (1859-1920), burgemeester van Bergambacht 1889-1895, van Stad- en Ambt-Delden 1895-1920
      - jhr. Arnold Johan Bernard van Suchtelen van de Haare (1890-1957), onder andere intendant koninklijk paleis en domein Het Loo 1926-1946
      - jhr. Tinco Martinus van Suchtelen van de Haare (1895-1970), officier Marine 1916-, laatstelijk kapitein-luitenant-ter-zee 1938-1946

    - jhr. Cornelis Lubertus van Suchtelen van de Haare (1860-1943), luitenant-generaal titulair, adjudant van prins Hendrik

## Opnieuw officieren
Willem Harmen van Suchtelen (1700-1766), zoon van mr. Arnold van Suchtelen (1658-1705), werd officier in Statendienst en was laatstelijk luitenant-kolonel 1744-1748. Zijn nageslacht leverde ook een aantal militairen, maar ook een aantal kunstenaars zoals de letterkundige Nico van Suchtelen.

### Familerelaties tweede tak Van Suchtelen
- Willem Harmen van Suchtelen (1700-1766), officier in Statendienst en was laatstelijk luitenant-kolonel 1744-1748
  - Anthony van Suchtelen (1757-1799), officier in Statendienst en was laatstelijk kapitein 1793-
    - George Philippus van Suchtelen (1796-1859), officier infanterie 1815-1822
      - Ferdinand Anthonius van Suchtelen (1823-1885), muziekleraar
        - jhr. Ferdinand Antonius van Suchtelen (1851-1923), commies
          - jhr. dr. Nicolaas Johannes van Suchtelen (1878-1949), letterkundige
            - jhr. Waldo van Suchtelen (1918-1993), fotojournalist en winnaar van de eerste Zilveren Camera
            - jkvr. Eva Elisabeth van Suchtelen (1924-2001), maatschappelijk werkster; trouwde in 1947 met drs. Karel Blom (1924-1992), socioloog (publiceerde onder het pseudoniem Thomas Vodijn)[1]
              - Esther Blom (1948), dichteres en biograaf van haar grootvader Nico van Suchtelen

        - jhr. George Henricus van Suchtelen (1857-1939), musicus en componist
          - jhr. George Margaretho Emile van Suchtelen (1884-1954), officier artillerie Indisch leger 1906, kapitein titulair
          - jhr. Bertho Constant Charles Margaretho Marie van Suchtelen (1885-1971), officier infanterie Indisch leger 1907-, laatstelijk eerste luitenant 1911-1919, gouverneur Oostkust van Sumatra 1934, intendant Rijksmuseum voor Volkenkunde te Leiden
            - jhr. Flores Constant van Suchtelen (1920-2002), kunstschilder

          - jhr. Eduard Ferdinand van Suchtelen (1889-1976), ingenieur; trouwde in 1916 met Diplom-Ingenieur Helena Edle von Drezka (1889-1925), lid van de familie Von Dresky
            - jhr. mr. Jan Peter van Suchtelen (1916-1997)
              - jkvr. drs. Anna Wanda Augusta van Suchtelen (1961), beeldend kunstenares; trouwde in 1995 met prof. dr. Berent Prakken (1958), hoogleraar kindergeneeskunde en immunologie
              - jkvr. drs. Ariaantje Adriana van Suchtelen (1962), kunsthistorica en museumconservator bij het Mauritshuis

            - jhr. mr. Eduard Olof van Suchtelen (1918-1998), diplomaat

          - jhr. Johannes van Suchtelen (1892-1964), officier infanterie 1914-, laatstelijk luitenant-kolonel grenadiers 1948-1949

## Russische tak
Jan Pieter graaf van Suchtelen (1751-1836), militair 1767-, generaal-chef der genie 1799-
- Maria Elisabeth Petrowna gravin van Suchtelen (1786-), hofdame van de keizerin
- Paul graaf van Suchtelen (1788-1833), militair 1802-
  - Olga Paulowna gravin van Suchtelen (1815-), hofdame van de keizerin 1834
- Constantijn Anne Martin graaf van Suchtelen (1794-1850), generaal-majoor der cavalerie
  - Helena gravin van Suchtelen (1820-), hofdame van de keizerin
  - Peter graaf van Suchtelen (1822-1863), page van de keizer 1826, opperjagermeester van de keizer 1859